# Rhabdus aequatorius
Rhabdus aequatorius is een Scaphopodasoort uit de familie van de Rhabdidae. De wetenschappelijke naam van de soort is voor het eerst geldig gepubliceerd in 1897 door Pilsbry & Sharp.